# Villa Las Estrellas
Villa Las Estrellas is een permanent bemand Chileens poolstation op Antarctica. Het station is gevestigd op het Koning George-eiland, genoemd naar George III van het Verenigd Koninkrijk.
De basis is gelegen op het Presidente Eduardo Frei Montalva Station op 200 meter van het Station Bellingshausen. Het werd gebouwd in 1969. Er is een hospitaal, een bank, een hotel, een sportcenter en een kapel. 